# Bizzarrini 5300 GT
La Bizzarrini 5300 GT (également appelée Strada et 5300 GT Strada), est une automobile grand tourisme produite par Bizzarrini dans les années 1960.

## Histoire
Dessiné par l'ex-ingénieur de Ferrari Giotto Bizzarrini en 1963, la Strada est commercialisée en 1965. C'était un concept similaire à l'Iso Grifo, également conçu par Giotto Bizzarrini.
La 5300 GT est propulsé par un moteur Chevrolet small-block 327 Corvette de 365 ch (272 kW), 385 ch (287 kW) ou de 400 ch (298 kW) pour la version course,.
Une seule version spyder a également été construite.
Un total de 133 exemplaires ont été produits à partir de 1965 à 1968.

## Voir aussi

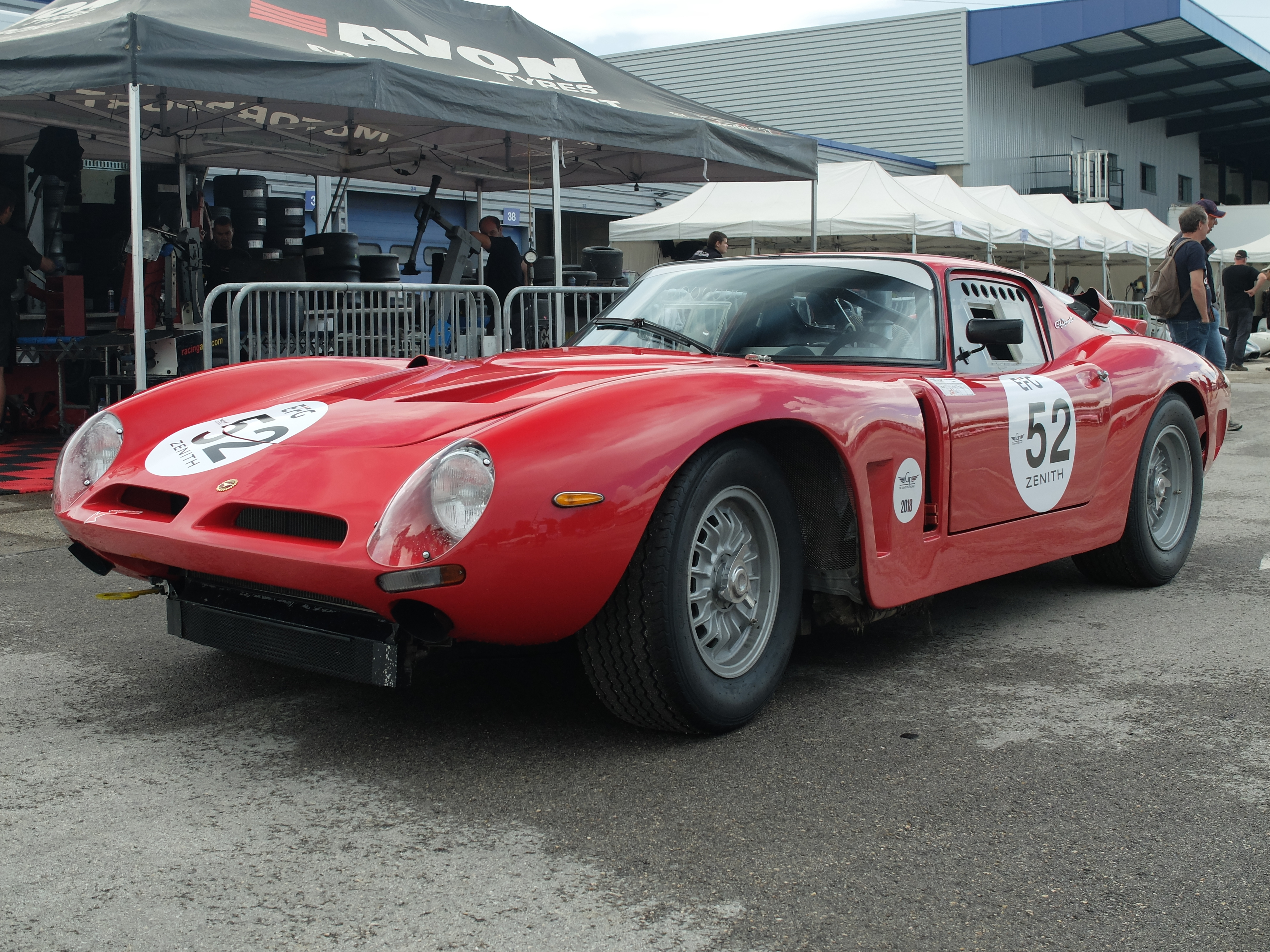
Bizzarrini 5300 GT 1965, vue en 2018.